# 久坂部羊
久坂部 羊（くさかべ よう、1955年7月3日 -）は、日本の小説家、推理作家、医師。本名は、久家 義之。

## 略歴
大阪府堺市生まれ。大阪府立三国丘高校（26期）、大阪大学医学部卒業。大阪大学医学部附属病院にて外科および麻酔科を研修。その後大阪府立成人病センターで麻酔科、神戸掖済会病院で一般外科に勤務。サウジアラビア、オーストリア、パプアニューギニアの在外公館で医務官として勤務し、帰国後は在宅医療に従事。
同人誌『VIKING』での活動を経て、2003年に『廃用身』で作家デビュー。第2作『破裂』は、単行本の帯に「医者は、三人殺して初めて、一人前になる」と衝撃的な文句がつけられ、現代版『白い巨塔』とも評される。
2014年、『悪医』で第3回日本医療小説大賞を受賞。2015年、『移植屋さん』で「第8回上方落語台本募集」（上方落語協会）優秀賞を受賞。2015年現在は健診センターで非常勤医師として働き、大阪人間科学大学で講師を務めている。

## 人物
血液型はAB型。既婚者で、息子が1人と娘が2人いる。また、父親も医師である。
医療崩壊に関連して「医師に労基法はそぐわない」「医師の勤務が労基法に違反している云々などは、現場の医師にとっては寝言に等しい」「医師に労基法を適用して、臨床研修制度が大きな矛盾を抱えたことは記憶に新しい。研修医に30万円程度の給料を保障したため、指導医のほうが安月給になったり、週末や当直明けを休みにしたため、研修医の一部が、医師のありようを学ぶ前に、休暇の権利を覚えたりするようになった」と発言している。
若いころはドストエフスキーや三島由紀夫といった純文学を好んでいたが、40歳を過ぎるころからエンターテインメント性の高い大衆小説にも目を向けるようになり、高村薫や桐野夏生らの作品を読んで「純文学よりはるかに面白い」と衝撃を受け、自身が執筆する作品も純文学から大衆小説へと方向転換した。文芸誌に応募しても芽が出ず、作家の山田詠美に「こんなに面白い題材で、よくこんなにつまらない小説が書けるものだ」と批判された。

## 著書

### 久家義之（くげよしゆき） 名義
- 大使館なんかいらない（2001年3月 幻冬舎 / 2002年7月 幻冬舎文庫）
- 呆然！ニッポン大使館―外務省医務官の泣き笑い駐在記（2002年7月 徳間文庫）
- 老いて楽になる人、老いて苦しくなる人（2002年12月 ビジネス社）

### 久坂部羊 名義

#### 医療系
- 大学病院のウラは墓場 医学部が患者を殺す（2006年11月 幻冬舎新書）
- 日本人の死に時 そんなに長生きしたいですか（2007年1月 幻冬舎新書）
- 思い通りの死に方（2012年9月 幻冬舎新書） - 中村仁一との共著
- 医療幻想 「思い込み」が患者を殺す（2013年2月 ちくま新書）
- 人間の死に方 医者だった父の、多くを望まない最期（2014年9月 幻冬舎新書）
- カラダはすごい！ モーツァルトとレクター博士の医学講座（2017年4月 扶桑社新書）
- ブラック・ジャックは遠かった―阪大医学生ふらふら青春記（2016年2月 新潮文庫）
- 冴えてる一言 水木しげるマンガの深淵をのぞくと「生きること」がラクになる（2022年2月 光文社）
- 人はどう死ぬのか？（2022年3月 講談社現代新書）
- 寿命が尽きる2年前（2022年11月 幻冬舎新書）
- 人はどう老いるのか（2023年10月 講談社現代新書）
- 健康の分かれ道 死ねない時代に老いる（2024年4月 角川新書）
- 人はどう悩むのか（2024年9月 講談社現代新書）
- 死が怖い人へ（2025年2月 SBクリエイティブ）

#### 小説
- 廃用身（2003年5月 幻冬舎 / 2005年4月 幻冬舎文庫）
- 破裂（2004年11月 幻冬舎 / 2007年7月 幻冬舎文庫【上・下】）
- 無痛（2006年4月 幻冬舎 / 2008年9月 幻冬舎文庫）
- まず石を投げよ（2008年11月 朝日新聞出版）
  - 【改題】糾弾 まず石を投げよ（2012年1月 朝日文庫）
- 神の手（2010年5月 NHK出版【上・下】 / 2012年5月 幻冬舎文庫【上・下】）
- 第五番（2012年2月 幻冬舎） - 『無痛』続編
  - 第五番 無痛II（2015年8月 幻冬舎文庫）
- 悪医（2013年11月 朝日新聞出版 / 2017年3月 朝日文庫）
- 嗤う名医（2014年2月 集英社 / 2016年8月 集英社文庫）
  - 収録作品：寝たきりの殺意 / シリコン / 至高の名医 / 愛ドクロ / 名医の微笑 / 嘘はキライ
- 芥川症（2014年6月 新潮社 / 2017年1月 新潮文庫）
  - 収録作品：病院の中 / 他生門 / 耳 / クモの意図 / 極楽変 / バナナ粥 / 或利口の一生
- いつか、あなたも（2014年9月 実業之日本社）
  - 【改題】告知（2018年10月 幻冬舎文庫）
    - 収録作品：綿をつめる / 罪滅ぼし / オカリナの夜 / アロエのチカラ / いつか、あなたも / セカンド・ベスト
- 虚栄（2015年10月 KADOKAWA / 2017年9月 角川文庫【上・下】）
- 反社会品（2016年8月 KADOKAWA）
  - 【改題】黒医（2019年12月 角川文庫）
    - 収録作品：人間の屑 / 無脳児は薔薇色の夢を見るか？ / 占領 / 不義の子 / 命の重さ / 覗き穴 / 老人の愉しみ
- 老乱（2016年11月 朝日新聞出版 / 2020年1月 朝日文庫）
- テロリストの処方（2017年2月 集英社 / 2019年10月 集英社文庫）
- 院長選挙（2017年8月 幻冬舎 / 2019年8月 幻冬舎文庫）
- カネと共に去りぬ（2017年11月 新潮社 / 2020年8月 新潮文庫）
  - 医呆人 / 地下室のカルテ / 予告された安楽死の記録 / アルジャーノンにギロチンを / 吾輩はイヌである / 変心 / カネと共に去りぬ
- 祝葬（2018年2月 講談社 / 2020年11月 講談社文庫）
  - 収録作品：祝葬 / 真令子 / ミンナ死ヌノダ / 希望の御旗 / 忌寿
- 介護士K（2018年11月 KADOKAWA / 2020年12月 角川文庫）
- 老父よ、帰れ（2019年8月 朝日新聞出版 / 2023年3月 朝日文庫）
- オカシナ記念病院（2019年12月 KADOKAWA / 2022年12月 角川文庫）
- 怖い患者（2020年4月 集英社 / 2023年7月 集英社文庫）
  - 収録作品：天罰あげる / 蜜の味 / ご主人さまへ / 老人の園 / 注目の的
- 生かさず、殺さず（2020年6月 朝日新聞出版 / 2024年5月 朝日文庫）
- 善医の罪（2020年10月 文藝春秋 / 2023年8月 文春文庫）
- MR（2021年4月 幻冬舎 / 2023年4月 幻冬舎文庫【上・下】）
- R.I.P. 安らかに眠れ（2021年11月 講談社）
- 砂の宮殿（2023年3月 KADOKAWA）

#### アンソロジー
「」内が久坂部羊の作品
- ミステリ愛。免許皆伝！（2010年3月 講談社ノベルス）「祝葬」
- 患者の事情（2018年12月 集英社文庫）「シリコン」
- 医療ミステリーアンソロジー ドクターM（2020年7月 朝日文庫）「噓はキライ」
- 夜明けのカルテ―医師作家アンソロジー―（2024年5月 新潮文庫）「闇の論文」
- 謎解き診察室、本日も異状あり（2025年3月 幻冬舎文庫）「悪いのはわたしか」

## 映像化作品

### テレビドラマ
- 第三のミス〜まず石を投げよ〜（2009年12月13日、WOWOW「ドラマW」枠、主演：黒木瞳、原作：まず石を投げよ）
- 無痛〜診える眼〜（2015年10月7日 - 12月16日、全10話、フジテレビ「水曜10時」枠、主演：西島秀俊、原作：無痛）[1][11]
- 破裂（2015年10月10日 - 11月21日、全7話、NHK総合「土曜ドラマ」枠、主演：椎名桔平）[1]
- 神の手（2019年6月23日 - 7月21日、全5話、WOWOW「連続ドラマW」枠、主演：椎名桔平）[12]
- 医師ヨハン（2019年7月19日 - 9月7日、全16話、SBS「金土ドラマ」枠、主演：チソン、原作：神の手）[13]